# Евертон Луїз
Евертон Луїз Гімарайнш Більєр (порт. Everton Luiz Guimarães Bilherr, нар. 24 травня 1988, Порту-Алегрі, Бразилія) — бразильський футболіст, захисник клубу «Беверен».

## Ігрова кар'єра
Вихованець футбольної школи клубу «Понте-Прета».
Дорослу футбольну кар'єру розпочав 2008 року в основній команді клубу «Глорія» (Бузеу).
Своєю грою за останню команду привернув увагу представників тренерського штабу клубу «Палмейрас», до складу якого приєднався 2009 року. Відіграв за команду з Сан-Паулу наступний сезон своєї ігрової кар'єри.
Протягом 2010—2015 років захищав кольори клубів «Марілія», «Брагантіно», КРБ, «Сан-Луїс», «Крісіума», «Лугано» та «Санкт-Галлен».
До складу клубу «Партизан» приєднався 2016 року.